# 아동문학사조
아동문학사조(兒童文學思潮)는 2020년 1월 20일 서울 ‘아동문학사조사’에서 발행한 반연간 아동문학 전문잡지이다. 발행인(편집인) 겸 주간은 박상재(朴尙在)이다. 판형은 국판이고 1월과 7월에 발행하며 쪽수는 320쪽 안팎이다. 발행인 박상재는 한국아동문학학회 회장을 지냈고, 국제펜 한국본부 이사로 활동하며, 동화창작, 평론, 이론연구 등 다양하게 활동하는 아동문학가이다.
박상재는 권두 칼럼을 통해 <아동문학사조>가 추구하는 편집 방향을 다음과 같이 제시하였다. “시대정신을 탐색하고, 작가들이 탐구하는 소재와 지향하는 가치관도 조명할 것이다. 아동문학의 이론과 작품 연구, 아동문학사, 주목받는 작가들의 작가작품론 ․ 서평 등을 중점적으로 게재할 것이다. 해외 걸작 아동문학 작품을 소개하고, 우리나라 우수동화와 동시도 소개할 것이다.”
<아동문학사조> 창간호는 <통일시대의 아동문학>을 특집으로 다루고 있다. 1. 북으로 간  아동문학가에서는「정지용」(박상재),「신고송」(심후섭),「현덕」(최미선)의 작가작품론을 다루었다. 2. 북한의 아동문학에서는「시간과 분단의 벽을 넘은 동화정전들」(마성은),「김일성 시대 초기 1950년대의 동시문학」(이정석)이 조명되었고, 3. 통일을 주제로 한 동화 ․동시에서는「난 양강 스타일」(김미애),「대포와 꽃씨」(김성도),「민들레 아기씨」(함영연) 등 동화 3 편과,「휴전선 비둘기」(권오순),「북쪽 동무들」(권태응),「끼리끼리」(김녹촌),「팔지 않는 기차표」(박경종),「휴전선」(박신식),「지뢰밭 푯말이 걸린 철조망」(방원조),「통일이 되는 날의 교실」(신현득),「되었다 통일」(윤석중), 「도라산역」(전병호),「초록색 크레용 하나로」(이준관),「판문점의 참새」(제해만) 등 동시 11편이 실렸다.
연구물로는아시아 현대 아동문학사를 다루었는데,「1950~60년대의 일본 아동문학과 그림책의 역사」(오타케 키요미),「중국 아동문학의 형성과 1920년대 아동문학 운동」(권애영)이 수록되었다. 아동문학 작가작품론으로는「문정옥론」(김옥선),「정혜원론」(노경수),「김미희론」(권영상),「이성자론」(노창수) 등이 실렸다. 서평에는『개성공단 아름다운 약속』(안수연),『통일 비빔밥』(신정아)이 있고, 해외 명작동화로는『행복한 왕자』의 작가 오스카 와일드의 「이기적인 거인」이, 참가기로는「방정환 세계에 알리기 프로젝트Ⅱ」(김바다)가 눈길을 끈다.